# Tatra T3
Tatra T3, slavni tip čehoslovačkih tramvajskih kola proizveden u Tatri.

## Tipovi i modernizacije
- T3SU
- T3SUCS
- T3SU Evolution
- T3D
- T3R-tramvaji proizvedeni ili modernizirani polovicom 1990. godina.
- T3R.PV(O)-osječki tramvaji modernizirani tijekom 2006. i 2007, novi IGBT tranzistor TV Progress, no i modernizacija tramvaja u Češkoj.
- T3R.P- modernizacija tramvaja T3 s novim IGBT tranzistorom.
- T3M- modernizacija iz 1970. godina, tiristori TV1
- T3M2.DVC-nove karoserije za tramvaje T3M
- T3R.PLF-nova karoserija, srednji niskopodni dio

## Model T3YU
Od 1967. pa nadalje, vozila koja su se isporučivala Jugoslaviji razlikovala su se od standardnih T3 po tome, jer su imala modificirane pantografe i vučna vozila. Dodatno se koristila i prikolica tipa B3YU. Bili su među rijetkim podserijama koje su bile pravljene za suženi kolosijek (1000 mm).

## Korištenje
Tramvaji ovog tipa se (između ostalog) koriste:
- Prag, Češka
- Brno, Češka
- Liberec, Češka
- Olomouc, Češka
- Plzen, Češka
- Ostrava, Češka
- Bratislava, Slovačka
- Košice, Slovačka
- Samara, Rusija
- Chemnitz, Njemačka
- Osijek, Hrvatska

## Poveznice
- Tatra T1
- Tatra T2
- Tatra T4
- Tatra KT4| Logotip Zajedničkog poslužitelja | Zajednički poslužitelj ima stranicu o temi Tatra T3 |

## Vanjske poveznice
- Daljnje informacije o povijesti i karakteristikama tramvaja u Zagrebu  Arhivirana inačica izvorne stranice od 7. prosinca 2007. (Wayback Machine)